# Петропавловка (Данковский район)
Петропа́вловка — деревня Воскресенского сельсовета Данковского района Липецкой области России.

## География
Деревня расположена на левом берегу в излучине реки Птань. Через неё проходит проселочная дорога и одна улица без названия.
На северо-западе от Петропавловки, на другом беhегу реки, находится деревня Покровка.

## Население
| 2010 |
| ---- |
| 12   |